# Peter McPhee

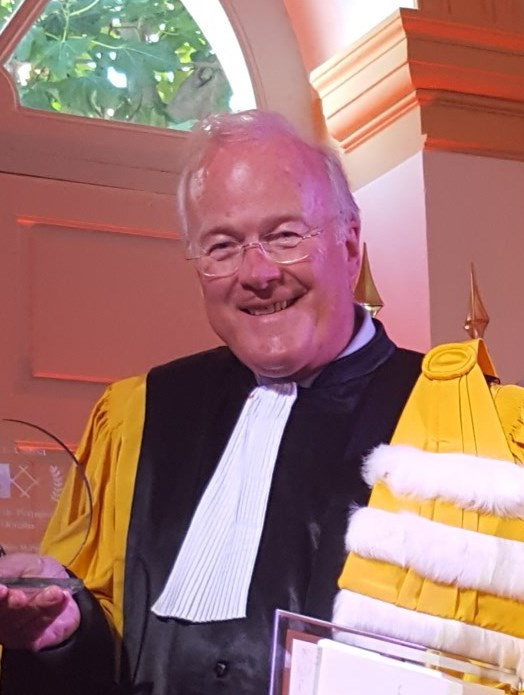
Peter McPhee

Peter Balshaw McPhee (geboren 1948) ist ein australischer Historiker.         

## Leben
Peter McPhee besuchte die Caulfield Grammar School in Melbourne und studierte Geschichte am Trinity College der University of Melbourne, an der er einen B.A., einen M.A. und ein Pädagogikexamen machte, und an der er promoviert wurde. McPhee spezialisierte sich auf die Französische Geschichte, insbesondere auf die Französische Revolution.
McPhee lehrte von 1975 bis 1979 Geschichte an der La Trobe University und von 1980 bis 1986 an der Victoria University of Wellington und kehrte dann an die Universität Melbourne zurück. Er führte in seiner eigenen Lehre Formen des E-Learning ein. Neben Forschung und Lehre engagierte er sich auch im Universitätsbetrieb und bei der Einführung des Bologna-Prozesses in Australien. An der Universität hatte er zeitweise das Amt eines Provost inne.
McPhee ist Fellow der Australian Academy of the Humanities und Mitglied des Order of Australia (AM).

## Schriften (Auswahl)
- Liberty or Death: The French Revolution. Yale University Press, 2016 ISBN 978-0300189933
- Robespierre: A Revolutionary Life.  Yale University Press, 2012 ISBN 0-30011-811-2
- Living the French Revolution, 1789-1799. Palgrave McMillan, 2006 ISBN 0-33399-739-5
- A social history of France, 1789-1914. Palgrave McMillan, 2004 ISBN 0-33399-751-4
- The French Revolution, 1789-1799. Oxford University Press, 2002 ISBN 0-19924-414-6
- mit Philip G. Dwyer (Hrsg.): The French Revolution and Napoleon : a sourcebook. Routledge, 2002 ISBN 0-41519-907-7
- The French revolution in a Mediterranean community : Collioure 1780-1815. History Department, University of Melbourne, 1999 ISBN 0-86839-876-4
- Pansy : a life of Roy Douglas Wright. Melbourne University Press, 1999 ISBN 0-52284-626-2
- Revolution and environment in Southern France, 1780-1830 : peasants, lords, and murder in the Corbieres. Oxford University Press, 1999 ISBN 0-19820-717-4
- A social history of France 1780-1880. Routledge, 1992 ISBN 0-41501-615-0
- The politics of rural life : political mobilization in the French countryside, 1846-1852. Oxford University Press, 1992 ISBN 0-19820-225-3